# French Island (Wisconsin)
Pour les articles homonymes, voir French Island (homonymie).
French Island (en français Île Française) est une localité américaine référencée par le recensement (CDP) située dans l'état du Wisconsin et le comté de La Crosse. Sa population était de 4 207 habitants  en 2010. Elle se trouve sur une île portant le même nom. Toutefois, une partie de cette l'île fait partie de la ville de La Crosse. L'ensemble de l'île est incluse dans la région métropolitaine de La Crosse. French Island constitue une partie de la ville de Campbell et concentre l'ensemble de sa population, car le reste de Campbell est aujourd'hui inhabité.

## Géographie
French Island est située à l'ouest du comté de La Crosse, elle est entourée de voies navigables reliées au fleuve Mississippi : French Slough (Marécage français), French Lake (Lac français) et Lake Onalaska à l'ouest ; Black River et Richmond Bay à l'est. Deux parties du barrage retenant le lac Onalaska sur le Mississippi sont reliées à French Island : l'une à la tête du Lac français et l'autre sur la rive de la Black River.
Le quartier de West La Crosse constitue la partie sud de la localité.
D'après le Bureau du recensement des États-Unis, le CDP de French Island a une superficie totale de 6,527 km2  dont 5,237 km2  de terre et 1,29 km2  d'eau. La superficie totale de l'île est de 11,781 km2.

## Démographie
Lors du recensement  de 2000, on comptait 4 410 personnes, 1 754 ménages et 1 266 familles dans le CDP. La densité de population était de 851/km 2 . Il y avait 1 823 logements pour une densité moyenne de 351,9/km 2 . La composition raciale était la suivante :
- Blancs :  96,49 %
- Afro-américains :  0,52 %
- Amérindiens :  0,52 %
- Asiatiques :  1,09 %
- Insulaires du Pacifique :  0,02 %
- Autres races : 0,27 % et métisses :1,09 % .
- Les hispaniques ou latinos de toute race représentaient 0,68% de la population.

## Économie
La centrale électrique de French Island est située à l'extrémité sud de French Island, à l'intérieur des limites de la ville de La Crosse.

## Transports
L'île est accessible depuis le continent en automobile via le pont du fleuve I-90 Mississippi et depuis La Crosse Nord via le pont de la rue Clinton situé à l'extrémité sud de l'île. Il existe un autre pont à environ 6,5 km en aval, le "La Crosse West Channel Bridge", qui relie l'île Barron à La Crescent dans le Minnesota.
Le service de bus " La Crosse MTU " relie French Island à La Crosse Nord.
L' aéroport régional de La Crosse occupe la partie nord de l'île, il se trouve dans les limites de la ville de La Crosse.

## Personnalités liées à la localité
- Dan Kapanke, homme d'affaires et homme politique
- Ron Kind, avocat et homme politique